# Mecopus (djur)
Mecopus är ett släkte av skalbaggar. Mecopus ingår i familjen vivlar.

## Dottertaxa tillMecopus, i alfabetisk ordning[1]
- Mecopus abdominalis
- Mecopus aculeatus
- Mecopus adspersus
- Mecopus ambonensis
- Mecopus annulipes
- Mecopus audineti
- Mecopus audinetii
- Mecopus australasiae
- Mecopus bakeri
- Mecopus bispinosus
- Mecopus brevipennis
- Mecopus brevispina
- Mecopus caelestis
- Mecopus caffer
- Mecopus caledonicus
- Mecopus capillatus
- Mecopus ceylanensis
- Mecopus coelestis
- Mecopus collaris
- Mecopus cruciatus
- Mecopus crucifer
- Mecopus cuneiformis
- Mecopus doryphorus
- Mecopus evolans
- Mecopus fausti
- Mecopus fractipennis
- Mecopus gabonicus
- Mecopus helleri
- Mecopus hopei
- Mecopus isabellinus
- Mecopus kühni
- Mecopus letestui
- Mecopus lituratus
- Mecopus longipes
- Mecopus ludovici
- Mecopus moluccarum
- Mecopus nigritus
- Mecopus nigroplagiatus
- Mecopus niveoscutellaris
- Mecopus phthisicus
- Mecopus pulvereus
- Mecopus pumilus
- Mecopus rufipes
- Mecopus rufirostris
- Mecopus sellatus
- Mecopus serrirostris
- Mecopus severini
- Mecopus similis
- Mecopus sobrinus
- Mecopus sphaerops
- Mecopus spinicollis
- Mecopus talanthoides
- Mecopus tenuipes
- Mecopus terrae-reginae
- Mecopus tipularis
- Mecopus trilineatus
- Mecopus vulneratus